# Luz diurna

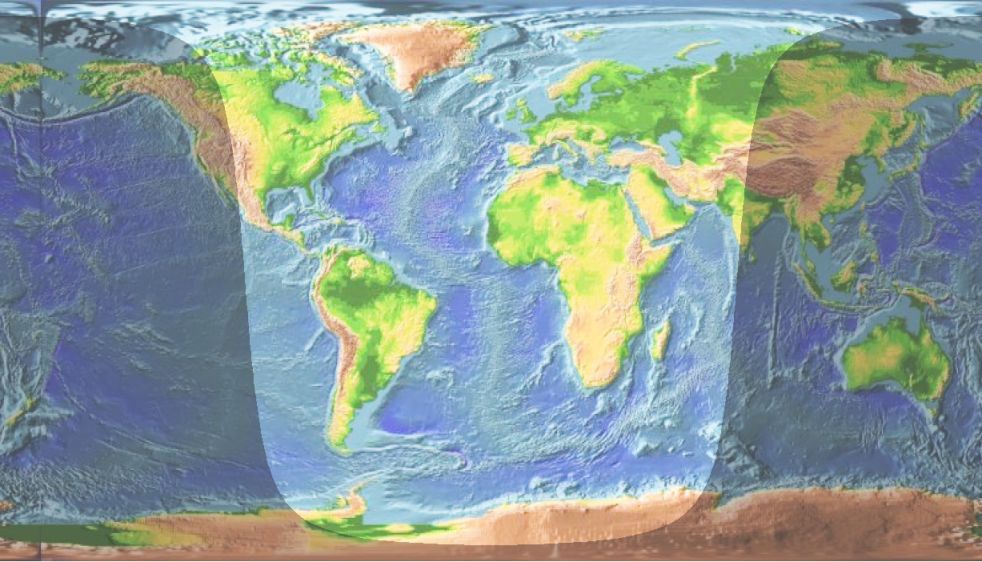
Mapa mundial mostrando la sombra diurna alrededor de las 13:00 UTC, el 2 de abril

La luz diurna, luz del día o luz natural es una combinación de toda la luz solar exterior durante el día (y tal vez también durante el crepúsculo). 
En ocasiones esta luz puede considerarse una luz blanca, también llamada “luz alba”.
Esto incluye luz solar directa, radiación difusa del cielo, y (a menudo) ambos reflejados desde la Tierra y los objetos terrestres. La luz solar dispersada o reflejada por objetos en el espacio exterior (en otras palabras, más allá de la atmósfera de la Tierra) no es considerada generalmente como luz diurna. De este modo, el claro de luna no es considerada luz diurna, aun siendo "luz solar indirecta". Día es (en el lenguaje cotidiano) el período durante el día en el que la luz diurna está presente.

## Definición
La luz diurna se presenta en un sitio particular, en cierto grado, siempre que el sol esté sobre el horizonte de ese sitio. (Esto es verdadero para algo más que el 50 % de la Tierra en cualquier momento. Para una explicación de por qué no es exactamente la mitad, véase la sección titulada "introduction" en el artículo). Sin embargo, la iluminación en el exterior puede variar de 120 000 lux de luz solar directa a mediodía, lo que podría causar dolor ocular, a menos de 5 lux en nubes tempestuosas espesas con la luna en el horizonte (incluso menos de un 1 lux para los casos más extremos), lo que podría crear sombras de luces callejeras lejanas y visibles. Puede estar más oscuro en circunstancias inusuales como un eclipse solar o muy bajos niveles de claro atmosférico.

## Intensidad de la luz diurna bajo diversas condiciones
| Iluminancia   | Ejemplo                                                         |
| ------------- | --------------------------------------------------------------- |
| 120 000 lux   | Luz diurna más brillante                                        |
| 110 000 lux   | Luz diurna brillante                                            |
| 20 000 lux    | Sombra iluminada por un cielo completamente azul, al mediodía   |
| 1000-2000 lux | Típico día nublado al mediodía /                                |
| <200 lux      | Extremo de las más oscuras nubes tempestuosas y al mediodía     |
| 400 lux       | Orto u ocaso en un día claro (iluminación ambiental)            |
| 40 lux        | Completamente nublado, en el orto/ocaso                         |
| <1 lux        | Extremo de las más oscuras nubes tempestuosas, en el orto/ocaso |

Para comparar, los niveles de iluminación en la noche son:
| Iluminancia | Ejemplo                           |
| ----------- | --------------------------------- |
| <1 lux      | Claro de luna                     |
| 0,25 lux    | Luna llena en una noche clara     |
| 0,01 lux    | Cuarto de luna                    |
| 0,001 lux   | Cielo claro en una noche sin luna |
| 0,0001 lux  | Cielo nocturno nublado y sin luna |
| 0,00005 lux | Luz de estrellas                  |

## Intensidad de la luz diurna en el sistema solar
Diversos cuerpos del sistema solar reciben luz proporcionalmente al inverso del cuadrado de sus distancias al Sol. A continuación se muestra una tabla aproximativa comparando la cantidad de luz recibida por cada planeta en el sistema solar (y los planetas enanos Ceres y Plutón) (de los datos en ):
| Planeta       | Distancia del Sol (UA) | Intensidad solar relativa |
| ------------- | ---------------------- | ------------------------- |
| Mercurio      | 0,387                  | 6,68                      |
| Venus)        | 0,723                  | 1,913                     |
| Tierra y Luna | 1                      | 1                         |
| Marte)        | 1,524                  | 0,431                     |
| Ceres         | 2,765                  | 0,131                     |
| Júpiter       | 5,203                  | 0,0369                    |
| Saturno       | 9,539                  | 0,011                     |
| Neptuno       | 30,060                 | 0.00111                   |
| Plutón        | 39,439                 | 0,00064                   |

El brillo real de la luz diurna que sería observada en la superficie, depende también de la presencia y composición de una atmósfera. Por ejemplo, la espesa atmósfera de Venus refleja hasta un 60 % de la luz solar que recibe, de manera que la iluminación efectiva en la superficie es comparable a la de la Tierra.
La luz diurna en Marte sería más o menos como la de la Tierra al usar gafas de sol, y tal como se aprecia en las fotografías tomadas por los rovers. Hay suficiente radiación difusa del cielo como para que las sombras no parezcan particularmente oscuras.
En términos de comparación, la luz diurna en Saturno es ligeramente más brillante que en la Tierra en un ocaso o amanecer promedio. Incluso en Plutón el Sol sería lo suficientemente brillante como para casi alcanzar la iluminación en una sala de estar común y corriente. Para percibir el brillo proveniente del Sol tan opaco como el de la Luna llena en la Tierra, se requeriría una distancia de 500 UA: existe solo un manojo de objetos en el sistema solar con una órbita a tan lejana distancia, entre ellos el 90377 Sedna y el (87269) 2000 OO67.

## Efectos de la luz diurna

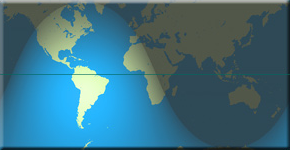
Luz diurna en enero. Algunas personas deciden no vivir en regiones polares debido a las extremas diferencias en la cantidad de luz diurna entre verano e invierno.

La luz diurna tiene un efecto psicológico positivo ampliamente aceptado en el ser humano. El número de casos de problemas de salud mental, es mayor durante los meses de invierno, dada la disminución del período de luz diurna.
Los casos de depresión están relacionados específicamente con el escaso número de horas de exposición a la luz diurna, que es el caso del Trastorno afectivo estacional. Este trastorno está relacionado. 
Se conoce como iluminación natural a la iluminación de espacios interiores con aperturas, tales como ventanas y tragaluces, que permiten a la luz diurna penetrar en el edificio. Este tipo de iluminación es preferida para ahorrar energía, para evitar efectos adversos hipotéticos en la salud a raíz de sobreiluminación por luz artificial, y también por estética.
En años recientes, se han hecho trabajos para recrear artificialmente los efectos de la luz diurna. Esto es, sin embargo, bastante caro en función tanto del equipo como del consumo energético y es aplicado casi exclusivamente en áreas especializadas como en producción audiovisual, en el que se necesita de todos modos la luz de tal intensidad.